# Balandougou (district, Boffa)
Pour l’article homonyme, voir Balandougou.
Balandougou est l'un des districts de la sous-préfecture de Boffa (Guinée), situé dans la préfecture de Boffa en république de Guinée, .

## Géographie

### Démographie
- En 2014, le district comptait 2 166 habitants selon les RGPH 2014[3].